# Francesco Bandarin
Francesco Bandarin (Veneza, 26 de dezembro de 1950) é um arquiteto italiano, diretor do Centro do Património Mundial de 2000 a 2010 e subdiretor geral da UNESCO para a cultura de 2010 a 2018.

## Biografia
É licenciado em arquitetura pelo Instituto Universitário de Arquitetura de Veneza e em urbanismo pela Universidade da Califórnia em Berkeley.
Como diretor do Centro do Património Mundial da UNESCO, Francesco Bandarin foi responsável pela implementação da Convenção para a Proteção do Patrimônio Mundial, Cultural e Natural e, nessa qualidade, coordenou as atividades institucionais que regem a inscrição de sítios na Lista do Património Mundial.
Durante estes anos, o Centro lançou programas temáticos (património florestal, património de interesse religioso, pequenos estados insulares, sítios marinhos, cidades históricas, etc.) e promoveu a criação de centros de investigação e formação no na África do Sul, Bahrain, Brasil, China, Índia, Itália e México.
Francesco Bandarin também defendeu a conservação do património urbano a partir de uma perspetiva mais ampla. A Recomendação sobre a Paisagem Urbana Histórica, adotada pela Conferência Geral da UNESCO a 10 de novembro de 2011, consagrou esta abordagem. De acordo com este texto, a UNESCO considera que, «para apoiar a proteção do património natural e cultural, deve ser enfatizada à integração de estratégias de conservação, gestão e planeamento das  áreas  históricas urbanas nos processos de desenvolvimento local e de urbanismo, tais como a arquitetura contemporânea e a criação de infraestruturas, podendo a implementação de uma abordagem paisagística ajudar a preservar a identidade urbana».
Sob a sua liderança, como subdiretor geral, o setor da Cultura da UNESCO esteve na origem de iniciativas que contribuíram nomeadamente para fazer da cultura uma questão de direito próprio para o desenvolvimento sustentável.
Isto levou à adoção, a 17 de maio de 2013, da Declaração de Hangzhou («Colocar a cultura no coração das políticas de desenvolvimento sustentável»).
Esta orientação reflete-se também no primeiro Relatório Mundial da UNESCO sobre Cultura para o Desenvolvimento Urbano Sustentável («Cultura: Futuro Urbano»), lançado a 18 de outubro de 2016 durante a 3ª Conferência das Nações Unidas sobre Habitação e Desenvolvimento Urbano Sustentável (Habitat III).
A 12 de dezembro de 2017, a UNESCO e a Organização Mundial do Turismo assinam conjuntamente a Declaração de Mascate sobre Turismo e Cultura («Fomentar o Desenvolvimento Sustentável»). O turismo, se aproveitado, pode ser um meio de «promover o diálogo intercultural, criar oportunidades de emprego, travar a migração rural e nutrir um sentimento de orgulho nas comunidades de acolhimento».
Francesco Bandarin intervém regularmente nos meios de comunicação social quando os bens culturais são ameaçados. Também apresenta todos os meses um sítio do Património Mundial em Il Giornale dell'Arte.
Em 2014, presidiu ao júri da Bienal de Arquitetura de Veneza. Em 2019 e 2020, presidiu ao júri mundial do Prix Versailles.

## Livros
- (em inglês) The Historic Urban Landscape: Managing Heritage in an Urban Century (com Ron van Oers), Chichester, Wiley, 2012 ISBN 978-0-470-65574-0.
- (em inglês) Reconnecting the City: The Historic Urban Landscape Approach and the Future of Urban Heritage (com Ron van Oers), Chichester, Wiley, 2014 ISBN 978-1-118-38398-8.
- (em inglês) Reshaping Urban Conservation: The Historic Urban Landscape Approach in Action (com Ana Pereira Roders), Nova Iorque, Springer Publishing, 2019 ISBN 978-981-10-8887-2.

## Condecorações
- Grande Oficial da Ordem de Mérito da República Italiana (2012)[19]